# Cantonul Villerupt
Cantonul Villerupt este un canton din arondismentul Briey, departamentul Meurthe-et-Moselle, regiunea Lorena, Franța.

## Comune
| Comune              | Populație (1999) | Cod poștal | Cod INSEE |
| ------------------- | ---------------- | ---------- | --------- |
| Baslieux            | 534              | 54620      | 54049     |
| Bazailles           | 196              | 54620      | 54056     |
| Boismont            | 456              | 54620      | 54081     |
| Bréhain-la-Ville    | 227              | 54190      | 54096     |
| Fillières           | 396              | 54560      | 54194     |
| Laix                | 202              | 54720      | 54290     |
| Morfontaine         | 909              | 54920      | 54385     |
| Thil                | 1.575            | 54880      | 54521     |
| Tiercelet           | 504              | 54190      | 54525     |
| Ville-au-Montois    | 263              | 54620      | 54568     |
| Villers-la-Montagne | 1.323            | 54920      | 54575     |
| Villerupt           | 9.686            | 54190      | 54580     |